# 화성밸브
화성밸브(HS Valve Co., Ltd.)는 대한민국의 밸브 제조 기업이다. 본사는 대구시 서구 팔달로2길 29 (비산동)에 위치해 있으며 대표이사는 장원규/장성필이다.

## 역사
1987년 화성산업사로 창업하여 2000년 3월 코스닥 시장하였다. 2017년 화성에서 현재의 사명으로 변경하였다.

## 제품
LPG 용기용 밸브를 시작으로 플랜지형 볼밸브, 매몰 용접형 밸브 등 약 500여 종의 밸브를 생산하고 있다.

## 본사 및 공장
본사/대구1공장을 포함해 총 4개의 공장을 운영 중에 있다.

## 참고문헌
1. ↑  화성 가치주 상한제, 포항 석유·가스 시추…밸브 사업 부각, 국제뉴스, 2024년 6월 4일
2. ↑  (주)화성밸브 끊임없는 기술발전, 신뢰성 높은 제품 공급 세계 일류 밸브제조사 발돋움, 오늘에너지, 2023년 8월 29일
3. ↑  화성밸브 주가 20%↑…한국가스공사와 37억 규모 공급계약 체결, 아주뉴스, 2022년 8월 9일
4. ↑  한국IR협의회 기업리서치센터 화성밸브 2018-8-2
5. ↑  화성, 화성밸브로 상호 변경 연합뉴스 2017-06-26